# Politico

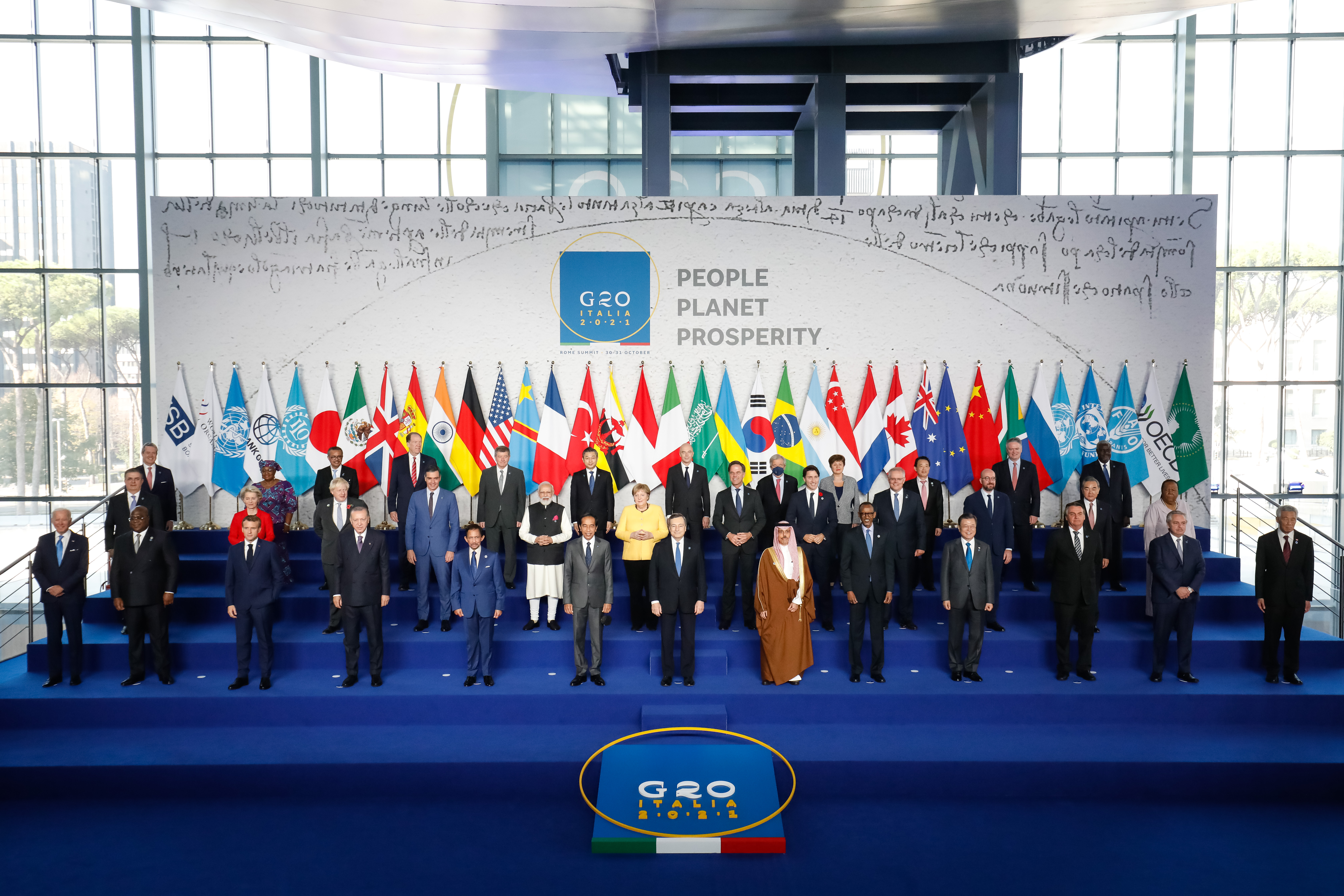
Foto di gruppo del G20 del 2021 a Roma.

Un politico è una persona che detiene una carica negli organismi statali, a livello di governo centrale o ente territoriale, o un esponente degli apparati dei partiti politici con responsabilità di rappresentanza e/o coordinamento e/o gestionali della macchina partitica.

## Etimologia e uso del termine
Il sostantivo deriva dal termine greco πολιτικός (politikós), cioè relativo alla πόλις (pólis), la città-stato. Invece, "la lingua latina non ha (...) un termine corrispondente a «uomo politico»; e non l’ha perché manca, a Roma, la percezione di una specifica virtù, del saper agire in politica, separabile dalle altre virtù necessarie per essere un optimus civis, e soprattutto dall’essere un valoroso combattente".
Quanto all'uso aggettivale, politico, in Machiavelli, "significa (...) conforme alle sane arti di governo. Ha un significato puramente scientifico, ed è contrapposto a corrotto che è sinonimo di malgoverno. Mancano in italiano esempi dell'uso della parola nel senso di astuto, macchinatore. Solo per la fine del Seicento troviamo attestato il senso di scaltro. In francese politique deve aver posseduto il senso di scaltro nella seconda metà del Cinquecento, benché il Littré non citi alcun esempio anteriore a Pascal (...) In inglese troviamo la parola policy nel senso di espediente già fin dal 1406 (...) Verso la metà del Cinquecento policy è divenuto sinonimo di astuzia, raggiro".

## Descrizione
Il sostantivo ‘’politico’’ “rappresenta di per sé espressione impropria perché tende a mettere nello stesso cesto tutto ciò che ha a che fare col pubblico, accettando a priori l’idea che si tratti di una carriera e non un servizio reso ai cittadini”.
Anche l'utilità ermeneutica della categoria potrebbe essere limitata, coinvolgendo essa attori della vita pubblica, i cui comportamenti possono essere assai diversi: ad esempio, si tende a distinguere il ruolo meramente politico dell'eletto ad un mandato rappresentativo, rispetto al ruolo istituzionale del designato ad un ruolo esecutivo.
In ogni caso, in Italia appartengono a tale categoria coloro che detengono le cariche di Presidente della repubblica, di Parlamentare nazionale (Deputato e Senatore) ed europeo (Europarlamentare), membri del Governo (membri del Consiglio dei Ministri e sottosegretari) e gli amministratori regionali, provinciali, comunali e metropolitani, oltre ai vari responsabili nelle varie funzioni e strutture partitiche nelle loro articolazioni. All’interno di queste categorie non vi è propriamente una gerarchia, ma “c’è stato un tempo in cui chi esercitava la rappresentanza politica, soprattutto a livello legislativo, era portatore della dignità del suo ruolo, con tutto il rispetto e la reputazione che aveva il diritto di esigere. (...) Era un atteggiamento di rispetto che veniva rivolto ai parlamentari – rappresentazione sublimata del “politico”- riconoscendone due fondamentali dignità: quella della competenza politica e quella del ruolo di rappresentanza”.

### Teoria
“Piero Calamandrei scrisse che la politica non è una professione. Il che è ovvio se si vuol dire che la politica sia soggetta alla stessa logica degli affari. Ma la nobile arte della politica vuol dire vocazione e alta professione. Essa, come dice Max Weber in La politica come professione, deve mettere insieme l’etica della convinzione e l’etica della responsabilità, ovvero saper commisurare le finalità con i mezzi disponibili, con lo sguardo addestrato a guardare nella realtà della vita“.
"Nella concezione di Mosca e in quella di Pareto ogni società, in qualunque momento storico, presenta uno strato, una fascia di individui che sono più o meno monopolizzatori della funzione politica, dell’attività politica: sono ‘i politici’, come si usa dire nel modo più corrente e abbreviato. 
Ma già nel momento in cui si isolano questa realtà, questo termine-concetto, si profila anche, in Mosca e in Pareto, l’idea di una cerchia più larga, di uno strato più vasto che si definisce genericamente classe dirigente. In ogni società appaiono una classe politica in senso stretto e una classe dirigente. Questa distinzione dei due grandi politologi italiani è ancora abbastanza informe; tuttavia è il primo delinearsi della constatazione che – se, come visto, ci figuriamo la sintesi politica come una sfera – abbiamo un nucleo centrale costituito dalla classe politica, mentre intorno si ha una classe dirigente con certi rapporti di osmosi rispetto ai ‘seguaci indifferenziati’ e, dall’altra parte, rispetto al nucleo che costituisce la classe politica stessa".